# Plumularia anonyma
Plumularia anonyma is een hydroïdpoliep uit de familie Plumulariidae. De poliep komt uit het geslacht Plumularia. Plumularia anonyma werd in 2003 voor het eerst wetenschappelijk beschreven door Vervoort & Watson. 